# Nadav Henefeld
Nadav Henefeld (* 19. Juni 1968 in Ramat Gan, Israel) ist ein ehemaliger israelischer Basketballspieler.

## Werdegang
Henefeld begann seine Laufbahn in der ersten israelischen Liga bei Hapoel Galil Elyon. Zu diesem Zeitpunkt hatte er im Jugendalter bereits auf der europäischen Basketballlandkarte Spuren hinterlassen, als er bei der Kadetten-Europameisterschaft 1985 im Schnitt 24,9 Punkte je Turnierspiel erzielte. Er wechselte 1989 an die University of Connecticut in die Vereinigten Staaten und war im Spieljahr 1989/90 Mitglied der von Trainer Jim Calhoun betreuten Hochschulmannschaft. In 37 Einsätzen für „UConn“ erzielte er im Schnitt 11,6 Punkte sowie 5,6 Rebounds je Begegnung.
Im Sommer 1990 entschloss er sich, nicht in die Vereinigten Staaten zurückzukehren, sondern ein Angebot der Spitzenmannschaft Maccabi Tel Aviv anzunehmen. Mit Maccabi bestimmte Henefeld das israelische Basketball-Geschehen in den 1990er und frühen 2000er Jahren. Er trug zum Gewinn von elf israelischen Meistertiteln bei. 2001 errang er mit der Mannschaft den Sieg im europäischen Vereinswettbewerb SuproLeague, im Endspiel gegen Panathinaikos Athen erzielte Henefeld sieben Punkte.
Die Zeitung Jerusalem Post bezeichnete ihn 2008 als besten Verteidiger, den der israelische Basketballsport jemals gehabt habe. Den besten Saisonpunktewert seiner Zeit in der israelischen Liga erreichte Henefeld 1987/88, als er für Hapoel Galil Elyon 15,9 Punkte je Begegnung erzielte, als Maccabi-Mitglied kam er 1992/93 auf seinen Höchstwert (11,7 Punkte/Spiel).
Henefeld brachte es auf 157 Länderspieleinsätze, er nahm an den Europameisterschaften 1987, 1993, 1995, 1997 und 1999 teil.

### Erfolge
- SuproLeague-Sieger: 2001
- Israelischer Meister: 1991, 1992, 1994, 1995, 1996, 1997, 1998, 1999, 2000, 2001, 2002
- Israelischer Pokalsieger 1988, 1991, 1994, 1998, 1999, 2000, 2001, 2002